# Albert Vandel
Pour les articles homonymes, voir Vandel.
Pol Marie Albert Vandel, né à Besançon le 26 décembre 1894, et mort le 11 octobre 1980 à Toulouse, est un zoologiste et biospéologue français.

## Biographie
Albert Vandel est le fils de Marie Charles Maurice Vandel (de Pontarlier), ingénieur des arts et manufactures, et de Paule Marie Élisabeth Jacquard (de Maussans, Haute-Saône). Il a épousé Nelly Delvolvé (1904-1968), petite-fille du peintre Eugène Carrière, qui était elle-même artiste (céramiste, peintre et sculpteur).
Durant ses études secondaires au lycée Condorcet il montre un intérêt particulier pour la biologie (plantes, insectes, etc.). Il entreprend des études à la faculté des sciences de Paris mais, mobilisé en octobre 1914, il doit rejoindre le front où il est blessé. Réformé, il reprend ses études et obtient une licence ès sciences naturelles en 1917. Remarqué pour son esprit brillant par Maurice Caullery, il devient préparateur au Laboratoire d'évolution des êtres organisés à la Sorbonne. Il prépare alors une thèse de doctorat sur le thème de la régénération des planaires qu'il soutient en 1922. Il devient alors devient maître de conférence à la faculté des sciences de Toulouse en 1923. Peu de temps après, il y obtient la chaire de zoologie qu'il occupe jusqu'à son départ à la retraite.
Il crée en 1948 le laboratoire souterrain de Moulis (Ariège), aujourd'hui devenu la station d'écologie théorique et expérimentale du CNRS, alors destiné à l'étude des animaux cavernicoles et contribue à de nombreux mémoires du Muséum national d'histoire naturelle.
Membre de la Société zoologique de France, il en est président en 1948. En 1951, il est membre correspondant de l'Académie des sciences, puis membre non résidant pour la section d'anatomie et de zoologie en 1956 et de la section de biologie animale et végétale à partir de 1976. Il est élu mainteneur de l'Académie des Jeux floraux en 1951 au fauteuil no 18 et membre d'honneur de la Fédération française de spéléologie en 1963. Il est également membre de l'Académie des sciences, inscriptions et belles-lettres de Toulouse et de l'Académie internationale de philosophie des sciences.

## Œuvre
Dans sa thèse sur la régénération des planaires, Albert Vandel met en lumière la spécificité cellulaire. En effet, lors de la disparition d'un organe précédant la régénération, les cellules ne sont pas détruites mais perdent leur spécificité et reviennent à un état initial. Ces cellules permettent alors à l'animal de régénérer l'organe disparu. Paradoxalement, cette fonction de retour à un état embryonnaire d'une cellule rajeunit l'organisme mais aboutit également à un vieillissement prématuré.
Après sa thèse, Albert Vandel abandonne la régénération cellulaire pour s'intéresser aux isopodes terrestres. Il se met à étudier leur sexualité, leur mode de reproduction, la parthénogenèse, leur répartition géographique et leur évolution. Après de longues recherches, Vandel montre que la reproduction sexuée des isopodes terrestres dépend de la nature des femelles dont certaines sont dites monogènes, c'est-à-dire que leur descendance est intégralement du même sexe, soit totalement, soit par portée. Aujourd'hui ces découvertes font partie de la zoologie classique et ont été étendues à d'autres groupes d'arthropodes (crustacés, insectes, acariens, etc.). Vandel a réalisé une œuvre importante dans le domaine de la systématique des isopodes.
Plusieurs isopodes ayant colonisé le milieu souterrain, Vandel s'intéresse à la spéléologie, et plus particulièrement la biospéologie, et crée le laboratoire souterrain de Moulis où il étudie des coléoptères troglobies et la physiologie du protée, un amphibien adapté au milieu souterrain.
Vandel s'intéresse également à l'évolution, partant de sa connaissance intime des isopodes terrestres pour aborder progressivement l'étude zoologique et évolutive de l'Homme.

## Hommage toponymique posthume
À Toulouse, une rue porte le nom de rue Albert-Vandel, ainsi qu'un amphithéâtre de l’université Paul-Sabatier (bâtiment U2).

## Principales publications
- (1922) - Recherches expérimentales sur les modes de reproduction des planaires triclades paludicoles, thèse de doctorat, Paris, 519 p.
- (1931) - La Parthénogenèse, Éd. G. Doin, Paris, 412 p.
- (1943) - Essai sur l'origine, l'évolution et la classification des "Oniscoidea" (isopodes terrestres), Laboratoire d'évolution des êtres organisés, Paris, 136 p.
- (1949) - L'Homme et l'évolution, Éd. Gallimard, Paris, coll. «L'Avenir de la science», 201 p.
- (1959) - Faune cavernicole, film documentaire de 23 min, Service du film de recherche scientifique - Centre de ressources et d'informations sur les multimédias pour l'enseignement supérieur
- (1960) - « Isopodes terrestres (première partie) », Faune de France volume 64, Éd. P. Lechevalier, Paris, 417 p.
- (1962) - « Isopodes terrestres (deuxième partie) », Faune de France volume 66, Éd. P. Lechevalier, Paris, 514 p.
- (1964) - Biospéologie, la biologie des animaux cavernicoles, Éd. Gauthier-Villars, Paris, 621 p.
- (1968) - La Genèse du vivant, Éd. Masson, Paris, 279 p.